# Egon Žižmond
Egon Žižmond, slovenski ekonomist, * 7. februar 1950, Trbovlje. 

## Življenje in delo
Po diplomi na mariborski VEKŠ (1972) je prav tam tudi doktoriral (1989). Po diplomi se je zaposlil na VEKŠ, postal 1997 redni profesor za ekonomsko teorijo in ekonomsko politiko. Leta 1981 je postal predstojnik Inštituta za ekonomsko diagnozo na mariborski Ekonomsko-poslovni fakulteti. V letih 1991−1996 je bil član Ekonomskega sveta pri Vladi Republike Slovenije. V domačih  in tujih znanstvenih in strokovnih revijah je objavil več sto člankov s področja gospodarskih gibanj in ekonomske politike.